# Deus otiosus
Na história da religião e da filosofia, deus otiosus (em latim: "deus inativo") é a crença em uma divindade criadora que se retirou totalmente do governo do universo após criá-lo ou não está mais envolvida em sua operação diária. É um princípio central do deísmo.

## Similardeus absconditus
Um conceito semelhante é o do deus absconditus ou "deus oculto" de Tomás de Aquino (1225-1274) e Nicolau de Cusa. Embora Tomás de Aquino fosse católico e não deísta, o conceito de "deus ocioso" refere-se a uma divindade cuja existência não é facilmente conhecida pelos seres humanos apenas através da contemplação ou do exame das ações divinas.
O conceito de deus otiosus geralmente sugere um deus que se cansou de se envolver neste mundo e que foi substituído por deuses mais jovens e ativos, enquanto deus absconditus sugere um deus que conscientemente deixou esse mundo para se esconder em outro lugar.

## Exemplos
- Na Suméria, os deuses mais jovens Enlil e Enqui substituem o deus otiosus Anu.[4]
- Na mitologia grega, os deuses mais antigos, como Urano e Gaia, abrem caminho para Cronos e Reia, que por sua vez são sucedidos pelos olímpicos Zeus e Hera e sua companhia.[carece de fontes?]
- Adi Shákti aparece como um deus otiosus em algumas puranas medievais hindus.[carece de fontes?]
- Na mitologia báltica, Deivas provavelmente era um deus otiosus.[5]
- No cristianismo, Martinho Lutero usou a noção de deus absconditus para explicar o mistério e o afastamento de Deus.[6]

### Ishvara no hinduísmo vaisheshika
Na escola de Hinduísmo Vaiśeṣika, as primeiras teorias eram ateístas/não-teístas, com o universo explicado como composto de paramanu eterno (átomos) de substâncias cujas combinações e interações explicavam a natureza do universo. No primeiro milênio d.C., a escola adicionou o conceito de Ishvara ao seu naturalismo atomístico. Esses estudiosos posteriores de Vaiśeṣika mantiveram sua crença de que as substâncias são eternas, incluindo Ishvara como outro eterno que também é onisciente e onipresente.
Ishvara (ou Deva) não criou o mundo, de acordo com esta escola de estudiosos hindus, mas apenas criou as leis universais ocultas que operam o mundo e depois se retirou para permitir que essas leis operassem por conta própria. Assim, Ishvara de Vaisheshika espelha Deus otiosus, como um Deus que se aposenta depois de criar as leis que governam a natureza.
Klostermaier afirma que Ishvara pode ser entendido como um Deus eterno que coexiste no universo com substâncias e átomos eternos, que "aceleram o relógio e o deixam seguir seu curso". :337